# Meta nebulosa
Meta nebulosa là một loài nhện trong họ Tetragnathidae.
Loài này thuộc chi Meta. Meta nebulosa được miêu tả năm 1936 bởi Schenkel.